# Yara Bernette
Bernette Epstein, mais conhecida como Yara Bernette (Boston, 14 de março de 1920 — São Paulo, 31 de março de 2002) foi uma pianista brasileira nascida nos Estados Unidos.

## Biografia
Aos 6 meses Yara mudou-se para o Brasil levada pela família, de origem russa, e lá foi naturalizada. Aos 6 anos, começou a estudar piano com o tio José Kliass, que foi aluno de Martin Krause, por sua vez aluno de Franz Liszt. Aos 11 anos, Yara já estreava no Teatro Municipal de São Paulo, num concerto infantil.
A estreia profissional viria aos 18 anos, com a Orquestra Sinfônica Municipal de São Paulo, sob a regência do maestro Souza Lima. Quatro anos mais tarde estaria se apresentando no Town Hall, de Nova York, sob incentivo de Arthur Rubinstein e Claudio Arrau.
Foi o início da carreira internacional. Logo viriam, ainda na década de 1940, temporadas nos Estados Unidos e Canadá, além de Brasil e América Latina. Em 1955, estreou na Europa, tocando as Bachianas nº 3, de Heitor Villa-Lobos, como solista da Orquestra do Conservatório de Paris, regida pelo próprio compositor.
Logo vieram concertos em Viena, Amsterdã e Londres,  onde receberia a medalha Arnold Bax Memorial, como melhor intérprete contemporânea. Em 1958, Yara se apresentou como solista da Orquestra Filarmônica de Berlim, no Festival Brahms, em Berlim, regida por Karl Böhm.
Aclamada pela crítica e requisitada para apresentações em diversos países, Yara passou a dedicar-se ao ensino de música. Em 1972, foi escolhida, entre 130 candidatos de todo o mundo, para ser chefe da cadeira de piano da Escola Superior de Música e Arte Dramática de Hamburgo, na Alemanha.
Ainda nos anos 1970, por encomenda da Deutsche Grammophon, Yara tornou-se a primeira pianista a gravar na íntegra os Prelúdios op. 23 e 32 de Sergei Rachmaninoff, tidos como as mais difíceis composições para piano. Boa parte do trabalho de Yara, porém, registrado em inúmeras gravações principalmente para rádios alemãs, continua inédita em seu país.
Somente em 1995 (por insatisfação com a qualidade das gravações no Brasil), Yara gravou o primeiro álbum no país, contendo apenas encores (peças curtas, geralmente executadas como "bis" nos recitais). São 19 faixas, que incluem: Mazurka op. 7 nº 3, de Frederic Chopin; O Pássaro Profeta, de Schumann; Prelúdio op. 32 nº 12, de Rachmaninoff; La Terrasse des Audiences du Clair de Lune, de Claude Debussy, e O Polichinelo, de Villa-Lobos.
Yara morreu aos 82 anos, de infarto no miocárdio, em São Paulo, e foi sepultada no Cemitério Israelita do Butantã.
Em 1955, teve uma breve participação no cinema brasileiro, dublando as apresentações da pianista Sílvia (personagem de Tônia Carrero), do filme Appassionata.